# FP Близнецов
FP Близнецов (лат. FP Geminorum) — одиночная звезда в созвездии Близнецов на расстоянии (вычисленном из значения параллакса) приблизительно 13 539 световых лет (около 4 151 парсек) от Солнца. Видимая звёздная величина звезды — +13,5m.

## Характеристики
FP Близнецов — оранжевая звезда спектрального класса K. Эффективная температура — около 4454 К.
Ранее считалась переменной звездой, но дальнейшие наблюдения переменности не подтвердили.